# Riuada de 1982 al Berguedà
La riuada de 1982 al Berguedà és el conjunt d'efectes catastròfics que va provocar la crescuda històrica del riu Llobregat i els seus afluents a la comarca del Berguedà durant els dies 7 i 8 de novembre de 1982, a causa d'uns intensos aiguats que van afectar la zona pirinenca i prepirinenca. Al Berguedà va tenir unes conseqüències greus per a l'economia, ja que a més de destruir infraestructures de comunicació i béns particulars, va afectar greument la indústria tèxtil i la mineria, els dos pilars econòmics de la comarca en aquell moment. L'existència de la presa de la Baells va evitar que els danys fossin encara més greus a la vall del Llobregat. Sortosament no hi va haver pèrdues humanes, com sí que se'n van produir per aquests aiguats a l'Alt Urgell i Andorra.

## Causes
Des del dia 6 de novembre, a causa del fenomen conegut com a gota freda o DANA, es van produir unes pluges excepcionalment intenses al Pirineu català que van durar 48 hores. En aquell moment no hi havia al Berguedà cap aparell pluviogràfic que mesurés la intensitat de pluja per hores, però el total de pluja caiguda en 48 hores a l'alt Berguedà fou al voltant de 400 mm de mitjana, és a dir, es calcula que en dos dies va ploure la quantitat corresponent a mig any. Com a conseqüència, els cabals dels rius i rieres de la conca del Llobregat van augmentar de forma extraordinària.

## Cronologia dels fets
A les 4 de la tarda del dia 7 de novembre, un diumenge, el pantà de la Baells, que es trobava a la cota 621, estava rebent entre 400 i 500 m³/s. Tenint en compte que la cota de seguretat és a 625, i que per les comportes de fons i mig fons es poden arribar a deixar anar 160 m³/s, ja es preveia que s'haurien d'obrir les comportes del sobreeixidor. Entre les 4 i les 5 es va començar a avisar els pobles més propers: Guàrdia Civil, Creu Roja, Protecció Civil, Confederació d'Aigües i Bombers de Berga. No es va avisar els ajuntaments, perquè es va considerar que a aquesta hora no s'hi hauria trobat ningú.
A les poblacions del baix Berguedà situades a la vora del Llobregat, com Gironella, va començar el neguit per la crescuda del riu. Si bé havia plogut a la part baixa de la comarca, no s'explicava una augment tan gran del cabal, ja que es desconeixia la magnitud de les pluges a l'alt Berguedà. I és que la intensitat de les pluges va ser més gran com més amunt s'anés pujant.
A les 8 del vespre, l'aigua ja arribava al nivell del carrer del riu de Gironella, i la Creu Roja local i el cos de bombers voluntaris es van posar a treballar, vigilant el recorregut del riu.
A 2/4 d'11 de la nit, hora punta d'entrada d'aigua al pantà de La Baells amb 1.200 m³/s, es va trucar des del pantà a la Residència d'Avis de Gironella, els quals els informaren que havien començat a evacuar els residents. Tenint en compte el temps que podia trigar a arribar l'aigua, es van obrir les comportes. Es deixaven anar 800 m³/s, quan el cabal habitual és de 7 m³/s. El nivell del pantà va arribar fins a la cota 631,48, un metre i mig per sobre de la capacitat màxima (630). Va ser un moment delicat, ja que era la primera vegada que el pantà arribava a aquest punt i no se sabia com podria respondre la presa.

## Efectes
La riuada va suposar un sotrac en l'economia del Berguedà, amb pèrdues molt importants en les empreses de la comarca, d'una banda per la destrucció de maquinària i instal·lacions, i de l'altra per l'aturada de la producció.
La quantificació de les pèrdues produïdes per l'aiguat i la riuada a les activitats econòmiques indica que el 49 % correspon a la mineria, el 41 % a la indústria, el 8 % a l'agricultura i 2 % al comerç. Quant a municipis, els que acumulen més pèrdues són, per ordre: Cercs (1.500 milions de pts.), Puig-reig (737), Gironella (180), Casserres (144), Guardiola (77), Berga (76), Fígols (62), La Pobla (52). D'altra banda, pel que fa a béns particulars, els més afectats van ser els pobles que tenen edificacions arran de riu. La força de l'aigua, quan el nivell de l'aigua va assolir l'alçada dels edificis, va enderrocar diversos habitatges, alguns totalment i altres de forma parcial. Els municipis afectats foren: Guardiola, Gironella i La Pobla de Lillet. A més, aquests mateixos pobles, als quals cal afegir-hi els pobles de Puig-reig, Cercs i Bagà, van patir danys en equipaments, comunicacions i obres públiques municipals com ponts, camins, carreteres, murs de contenció, etc. En conjunt, els danys a les carreteres, ponts i comunicacions de carreteres locals i comarcals superaren els 100 milions de pessetes.

### Indústria tèxtil
Per la seva naturalesa, la totalitat de les nombroses colònies tèxtils de la comarca es van veure afectades intensament, ja que es tracta de fàbriques construïdes a prop d'un riu per aprofitar-ne l'energia hidràulica per fer funcionar les màquines. Les instal·lacions hidroelèctriques que generen l'energia (o la major part de l'energia) que necessita la fàbrica, no es van lliurar dels efectes devastadors de la riuada, per tal com la turbina, juntament amb el canal i la resclosa, se situen al nivell més baix, arran del riu. La pujada del nivell del riu va cobrir tota la maquinària i instal·lacions, la qual cosa va suposar que, a més de reparar-la o substituir-la, van quedar sense producció d'energia. Les empreses afectades en les turbines al Berguedà foren: Filatura Berguedana (La Pobla de Lillet), Colònia Rosal, Cal Metre (Gironella), Filats i Teixits Fusté (Cal Bassacs), Viladomiu Nou, Viladomiu Vell, Ferrer (Vilada), Colònia Guixaró (Casserres), Colònia Prat (Puig-reig), Colònia Pons (Puig-reig), Colònia Marçal (Puig-reig), Colonia Manent (Puig-reig) i l'Ametlla de Merola. En segon lloc, en major o menor mesura, l'aigua va entrar dins de les factories i va malmetre la maquinària i les matèries (ja siguin primeres o elaborades). Una de les més afectades fou la fàbrica l'Ametlla de Merola, on els danys es van valorar en 500 milions de pessetes i es va fer un expedient de suspensió de contracte per a la totalitat de la plantilla, 350 treballadors.

### Mineria
El grup més important de les explotacions mineres del Berguedà eren les mines de Fígols, a la qual s'accedia principalment per la boca de La Consolació (Cercs). Aquesta explotació, que constitueix un entramat de pous i galeries, tots ells comunicats, amb un desnivell de 2.000 m, està situada a l'interior d'un massís muntanyós, a l'exterior del qual corren diversos torrents i rierols. Les diferents obertures de l'explotació van actuar com una esponja per on es filtrava l'aigua, que va anar inundant totes les galeries i va acumular-se a la part més profunda de l'explotació, on va arribar a 75 m d'alçada. Tota la maquinària i aparells que hi havia van quedar inutilitzats. A causa d'això, l'empresa va presentar un expedient de suspensió temporal de contractes que va afectar 300 treballadors (tot i que inicialment es preveia per a 776 treballadors).

### Ponts
La riuada es va endur o va ensorrar nombrosos ponts al Berguedà. Són els següents:
- Palanca del Mujal (La Pobla de Lillet)
- Pont sobre la riera (Cercs)
- Pont de la fàbrica Gonfaus (Bagà)
- Pont de la Vinya Vella (Bagà)
- Pont vell (Gironella) parcialment enderrocat.
- Pont de les Eres (Gironella), totalment enderrocat
- Pont de Cal Bassacs (Gironella) entre la fàbrica i cal Pere Vell.
- Pont de Cal Pons (Puig-reig) entre la fàbrica i la pista que porta a la Cortada

## Gironella, un poble arran de riu
L'alerta al poble de Gironella va començar a les 8 de la tarda del diumenge 7 de novembre, quan l'aigua del Llobregat va assolir el nivell del carrer del Riu. La Creu Roja va irrompre al Cinema Victòria per avisar si hi havia veïns que tinguessin cases al marge del riu. Els bombers voluntaris vetllaven l'edifici de l'Hospital, la residència d'avis. Entre les nou i dos quarts de deu ja s'havia aplegat una munió de persones prop del pont de les Eres i del Pont Vell, on es preveia que l'aiguat havia de portar repercussions. En aquesta mateixa hora ja s'havia desallotjat una casa del carrer del riu, la família Ferrer (ca la Maruja), ja que l'aigua arribava més amunt de la porta. Simultàniament, començava a entrar aigua als baixos de l'Hospital-Residència Sant Roc; ara bé, la manca de comunicació del que estava passant riu amunt i la falta de previsió va fer que no comencessin a desallotjar els avis fins molt més tard.
Es va tallar l'accés al pont Vell i al pont de les Eres pel perill d'enderrocament, cosa que va acabar succeint, amb la qual cosa van quedar aïllats del centre urbà el barri de Cal Ramons i el barri de les Eres. Al poble vell només s'hi podia accedir per la muralla.
Es van començar a evacuar les cases de la banda esquerra de l'Avinguda Catalunya, des del pont de les Eres fins a l'Escorxador. També es va evacuar el carrer del Riu, on ja no es podia transitar i l'aigua ja entrava en baixos i pisos a peu pla. En aquest carrer l'aigua va entrar a tots els baixos i diversos habitatges van quedar totalment destruïts. Pel que fa a la Residència Sant Roc, com que l'aigua arribava a la porta principal, es van evacuar tots els ancians residents pel garatge d'ambulàncies i el passatge que dona a l'Avinguda Catalunya, i es van traslladar en un primer moment al Pearl Pub, al cinema Victòria i als baixos del Casal Parroquial. L'operació s'allargà fins a les 3 de la matinada. També es va desallotjar l'edifici Apolo, de l'avinguda Catalunya, ja que l'aigua n'atacava els fonaments. Els talls en el subministrament de llum, aigua potable i telèfon van perdurar encara bona part de l'endemà, dilluns. L'Ajuntament va oferir un pis i ajuda econòmica a les famílies que s'havien quedat sense habitatge.

## L'Ametlla de Merola, un exemple de recuperació
La fàbrica tèxtil de l'Ametlla de Merola va ser la més afectada per la riuada al Berguedà. L'aigua va assolir un nivell de 1,5 m a l'interior de la fàbrica, i 1,60 a la sala dels telers. Quan el nivell de l'aigua va baixar, els primers que van entrar a la nau van constatar que la maquinària havia quedat inservible --algunes màquines en estat irreparable--, s'havien ensorrat parets, tot estava ple de fang i el fil s'havia escampat. El magatzem de la Bonser, que era ple de gènere manufacturat, va quedar buit. La iniciativa per intentar tornar a l'activitat va començar de seguida. L'empresa va sol·licitar l'atur per als treballadors. Al mateix temps, la població, que en gran manera depenia del treball a la fàbrica, va col·laborar en les tasques de recuperació. El sentiment predominant era el d'actuar de seguida per tornar a la normalitat. La primera feina que mantingué ocupada la majoria de població va ser la de treure fang, amb rasclets i dúmpers. Mentrestant, dones i jubilats també col·laboraven netejant peces de petita envergadura. Es va intentar salvar la part elèctrica dels telers, i d'altra banda es va treure el fang dels telers amb la motobomba que els van deixar els pagesos del municipi de Sagàs, els quals es netejaven posteriorment amb petroli i els ruixaven amb antioxidants. L'Escola de Formació Professional de Navàs també va proporcionar personal i instruments per ajudar a les tasques de recuperació. En definitiva, va ser un model de cooperació per salvar no només una empresa, de la qual depenia el lloc de treball, sinó per tornar a la normalitat una població, amb el vessant social i cultural que hi va associat.